# Brownfield arhitektura
Brownfield arhitektura je izraz iz računalstva. U informatičkoj tehnologiji je izraz brownfield došao iz građevinarstva, gdje se zemljište koje se nije razvijalo, a osobito ono koje se nije nezagadilo, naziva greenfield (zelenim), dok se zemljište na kojem se nekakva infrastruktura bila razvijala, a osobito ono koje je zagađeno i napušteno, naziva se brownfield (smeđim).
Ovakav sustav predstavlja organizaciju IT mreže koja uključuje naslijeđene stare sustave. 
Slično značenje ima pojam brownfield deployment.